# A háromszáz spártai
A háromszáz spártai vagy A 300 spártai, angolul: The 300 Spartans egy 1962-es amerikai film, mely a thermopülai csata történetét meséli el. A filmet, mely a görög kormánnyal karöltve készült, a peloponnészoszi Perachora faluban forgattak. Richard Egan a spártai Leonidász királyt, Ralph Richardson az athéni Themisztoklészt, míg David Farrar Xerxész perzsa királyt alakította. Diane Baker Ellast és Barry Coe Phylont játszotta, ami romantikus jelenetet vitt a filmbe. A filmben háromszáz spártai harcos szembeszáll a szinte végtelennek tűnő perzsa hadsereggel. Az ellenség létszámbeli fölénye ellenére sem futamodnak meg vagy adják meg magukat, még ha ez a vesztüket is okozza.
Frank Miller még gyermekként látta és ez – állítása szerint – „megváltoztatta alkotói nézőpontját.” Az általa készített képregény, a 300, a 2007-ben bemutatott azonos című amerikai akciófilm alapjául szolgált.